# Distretto di Mayurbhanj
Il distretto di Mayurbhanj è un distretto dell'Orissa, in India, di 2 221 782 abitanti. Il suo capoluogo è Baripada.